# William C. Bullitt

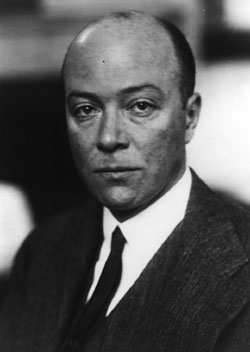
William C. Bullitt

William Christian Bullitt (* 25. Januar 1891 in Philadelphia; † 15. Februar 1967 in Neuilly-sur-Seine) war ein US-amerikanischer Diplomat und Autor. 1933 war er der erste US-Botschafter in der Sowjetunion.

## Jugend
Bullitt wurde in eine der vermögenden Familien Philadelphias geboren. Er studierte an der Yale University und der Rechts-Fakultät der Harvard University. Dieses Studium brach er beim Tod des Vaters 1914 ab. Mehrere Male hielt er sich in Europa auf, darunter mit William Jennings Bryan und Thomas Alva Edison jr. Er versuchte sich erfolglos als Kriegskorrespondent in London und Kriegsfreiwilliger der französischen Armee. 1916 heiratete Bullitt die Sozialistin Aimee Ernesta Bowen. Die Hochzeitsreise während des Krieges verband er mit Interviews von Regierungsvertretern und Diplomaten in Österreich-Ungarn und dem Deutschen Kaiserreich für den Philadelphia Public Ledger. Der Ledger versetzte ihn in sein Washingtoner Büro, wo er Kontakte mit Edward Mandell House und anderen Mitarbeitern des Präsidenten Woodrow Wilson knüpfte.

## Politik
Als Kenner europäischer Angelegenheiten aus erster Hand ernannte ihn Wilson 1917 zum stellvertretenden Außenminister. 1919 arbeitete er in der Verhandlungsdelegation Wilsons bei der Pariser Friedenskonferenz und galt als Unterstützer des Internationalismus, der dem Isolationismus in den USA gegenüberstand. Auf einer Geheimmission mit dem schwedischen Kommunisten Karl Kilbom und dem Journalisten Lincoln Steffens sondierte er die Möglichkeit diplomatischer Kontakte mit der Regierung der Bolschewiki in Sowjetrussland und traf dabei Litwinow, Tschitscherin und Lenin. In einer Anhörung vor dem Senat sagte er zum Versailler Vertrag aus und gab seinen Bericht über Sowjetrussland zu den Akten. Der Senat lehnte die Ratifizierung des Vertrages und damit die Mitgliedschaft der USA im Völkerbund, ab. Da Bullitt davon überzeugt war, dass der Vertrag zu einem neuen Krieg führen würde, lehnte er ihn ab und verließ Wilsons Stab. Bullitt hat das Ausscheiden aus der Regierung Wilson diesem persönlich übel genommen. Angeblich in Zusammenarbeit mit Sigmund Freud, den er aus seinem Europa-Aufenthalt 1920 kannte, schrieb er ein Psychogramm Wilsons, das 1967 in den USA publiziert wurde.
Nach Trennung von seiner ersten Frau und dem Ausscheiden aus der Regierung heiratete er 1924 die Witwe des Journalisten John Reed, Louise Bryant. Mit ihr hatte er die Tochter Anne, das Paar trennte sich 1930.
1933 arbeitete Bullitt im Wahlkomitee von Franklin D. Roosevelt und schrieb dessen außenpolitische Reden. Obwohl er den Botschafterposten in Frankreich anstrebte, wurde er nach dessen Wahlsieg nur zum Sondervertreter des Außenministers Cordell Hull ernannt. Die Funktion erhielt Jesse Isidor Straus, der Neffe von Oscar Solomon Straus.

### Botschafter in der Sowjetunion
Mit der diplomatischen Anerkennung von Stalins Sowjetunion durch die USA im November 1933 ernannte Roosevelt Bullitt zum Botschafter in Moskau. Einer seiner wichtigsten Mitarbeiter war George F. Kennan. Bullitt hatte die Vorverhandlungen geführt, in denen es um das Einstellen der Komintern-Propaganda in den USA, um den Schutz ziviler und religiöser Rechte von US-Bürgern sowie um die Rückzahlung von Krediten aus der Zeit des Zarenreichs ging. 1935 vereinbarte er das erste Handelsabkommen zwischen beiden Staaten. Seine Partys in der Botschafterresidenz Spaso House galten als legendär – Bulgakow beschrieb eine solche in Der Meister und Margarita. In dieser Zeit reiste Bullitt nach Asien und sprach mit dem japanischen Kaiser Hirohito sowie dreimal mit Chiang Kai-shek. Er informierte Roosevelt über die Ermordung Kirows 1934 und den beginnenden Großen Terror in der Sowjetunion im Jahre 1937.
Donald Day, ein Journalist der Chicago Tribune, deckte auf, dass Bullitt ungeachtet des offiziellen sowjetischen Wechselkurses (1 US$:1,13 Torgsin-Rubel) in Warschau tausende Dollar zum Kurs von 1:50 getauscht und im Diplomatengepäck in die Sowjetunion geschleust hatte. Sein Handel war so umfangreich, dass der illegale Wechselkurs auf 1:30 fiel. Für das Geld kauften die Diplomaten Antiquitäten und Eigentum ermordeter oder exilierter Aristokraten in besonderen Geschäften der sowjetischen Geheimpolizei. Days Artikel erschien in der polnischen Presse und machte ihn in Polen zur persona non grata. Er führte zur Abberufung Bullitts. Bullitts Erfahrungen in der Sowjetunion machten ihn zum Antikommunisten.

### Botschafter in Frankreich
Im August 1936 ernannte ihn Roosevelt zum Botschafter in Frankreich, was die konservative Tribune mit dem Leitartikel „Nach oben gefallen“ kommentierte. In dieser Zeit warnte Bullitt vor einer Beteiligung der USA an einem künftigen europäischen Krieg, war Kriegsgegner und versuchte eine deutsch-französische Verständigung zu vermitteln. Seit Januar 1939 sicherte er jedoch dem polnischen Botschafter Potocki in Washington die Unterstützung der USA gegenüber Hitlers Forderung nach Rückgabe Danzigs und Verhandlung über den Korridor zu. Dies setzte er nach der Zerschlagung der Tschechoslowakei im März 1939 fort, denn „sollten England und Frankreich nicht in der Lage sein, Hitler in Europa zu schlagen, werden amerikanische Soldaten seine Armeen in Amerika bekämpfen müssen.“ Durch das neueste Neutralitätsgesetz Roosevelts war das teilweise möglich.
Als ehemaliger Patient von Sigmund Freud ermöglichte Bullitt gemeinsam mit Prinzessin Marie Bonaparte die Flucht Freuds und seiner Familie aus dem seit 1938 von den Nazis besetzten Wien über Paris nach London.
1939 informierte ihn der französische Präsident Édouard Daladier über die Spionagetätigkeit von Donald und Alger Hiss für die Sowjetunion im US-Außenministerium.
Bei der Einnahme von Paris durch die Wehrmacht im Westfeldzug im Juni 1940 wollte Bullitt zunächst vor Ort bleiben, anstatt der französischen Regierung nach Bordeaux zu folgen. Dies wurde ihm von Roosevelt enorm verübelt und führte zum dauerhaften Bruch zwischen beiden. Nach der Niederlage Frankreichs 1940 reiste Bullitt von Paris zur neuen Regierung nach Vichy. Er sprach mit François Darlan und Henri Philippe Pétain und bescheinigte der neuen Regierung Defätismus. Am 15. Juli 1940 verließ er Europa und wurde durch Admiral William D. Leahy ersetzt.

### Nahost-Mission und Frankreich
Nach seiner Rückkehr in die USA versuchte Bullitt in Roosevelts Kabinett eine Position als Kriegs- oder Marineminister zu erlangen, dieser bevorzugte jedoch die Republikaner Henry L. Stimson und William F. Knox. Bullit schrieb unzählige Artikel und Kommentare über die Gefahren von Faschismus und Kommunismus und die Gefährdung des Landes. Eine seiner Reden wurde in 2 Millionen Kopien gedruckt und landesweit verteilt, um dem starken Einfluss des America First Committee zurückzudrängen. Im Januar 1941 wurde er formal demissioniert, im Juli jedoch als „persönlicher Repräsentant (Roosevelts) im Botschafter-Rang“ in den Nahen Osten entsandt. Ausgestattet mit Empfehlungen Winston Churchills bereiste er Bethlehem, Jerusalem, Bagdad, Kairo, Damaskus und den Libanon und schuf Voraussetzungen für die Operation Torch.
Inzwischen dem Marineministerium zugeordnet, war Bullitt 1943 an einer Intrige beteiligt, um Sumner Welles aus der Regierung zu drängen, was ihn allerdings seine eigene Position kostete. 1944 bewarb er sich erfolglos in Philadelphia als demokratischer Bürgermeister. Nachdem es ihm nicht gelungen war, in die US-Army einzutreten, trat er im Mai 1944 Charles de Gaulles französischer Befreiungsarmee bei und landete im August des Jahres mit den Truppen Jean de Lattre de Tassignys. Bis Kriegsende blieb er bei dieser Einheit. Er erhielt den Croix de guerre mit bronzenem Palmzweig und wurde in die Ehrenlegion aufgenommen.
Zurückgekehrt in die USA, strebte er erfolglos eine Position in der Truman-Regierung an. Auch bei Dwight D. Eisenhower konnte er nichts mehr erreichen, gehörte allerdings zu den Gründern des American Committee for a United Europe. Bullit starb am 15. Februar 1967 in Neuilly-sur-Seine bei Paris an Leukämie.

## Schriften
- The Bullitt Mission to Russia. Testimony before the Committee of foreign relations, United States Senate. Huebsch, New York NY 1919.
- It's Not Done. Harcourt Brace, New York NY 1926, (In deutscher Sprache: So etwas tut man nicht. Roman. Drei Masken Verlag, München 1928).
- The Establishment of normal Relations between the United States and the Union of Soviet Socialist Republics (= Department of State. Eastern European Series. 3, ZDB-ID 780091-5 = United States. Department of State Publication. 553). U.S. Government Printing Office, Washington DC 1934, (Nachdruck: Seeds of Conflict. Series 4: The Russian Revolution from the October Revolution to the Moscow trials, 1917–1936. 4: Foreign relations. 3, 1975, ZDB-ID 2454027-4).
- The Great Globe Itself. A Preface to World Affairs. Scribner, New York NY u. a. 1946.
- mit Sigmund Freud: Thomas Woodrow Wilson. Twenty-eighth President of the United States. A Psychological Study. Houghton Mifflin u. a., Boston MA u. a. 1967.